# Euxoa anaemica
Euxoa anaemica är en fjärilsart som beskrevs av Max Wilhelm Karl Draudt 1936. Euxoa anaemica ingår i släktet Euxoa och familjen nattflyn. Inga underarter finns listade i Catalogue of Life.